# Frieden von Pusarnitz
Der Frieden von Pusarnitz beendete am 25. Jänner 1460 den Erbfolgekrieg um das Cillier Erbe zwischen Kaiser Friedrich III. und dem Grafen Johann II. von Görz.

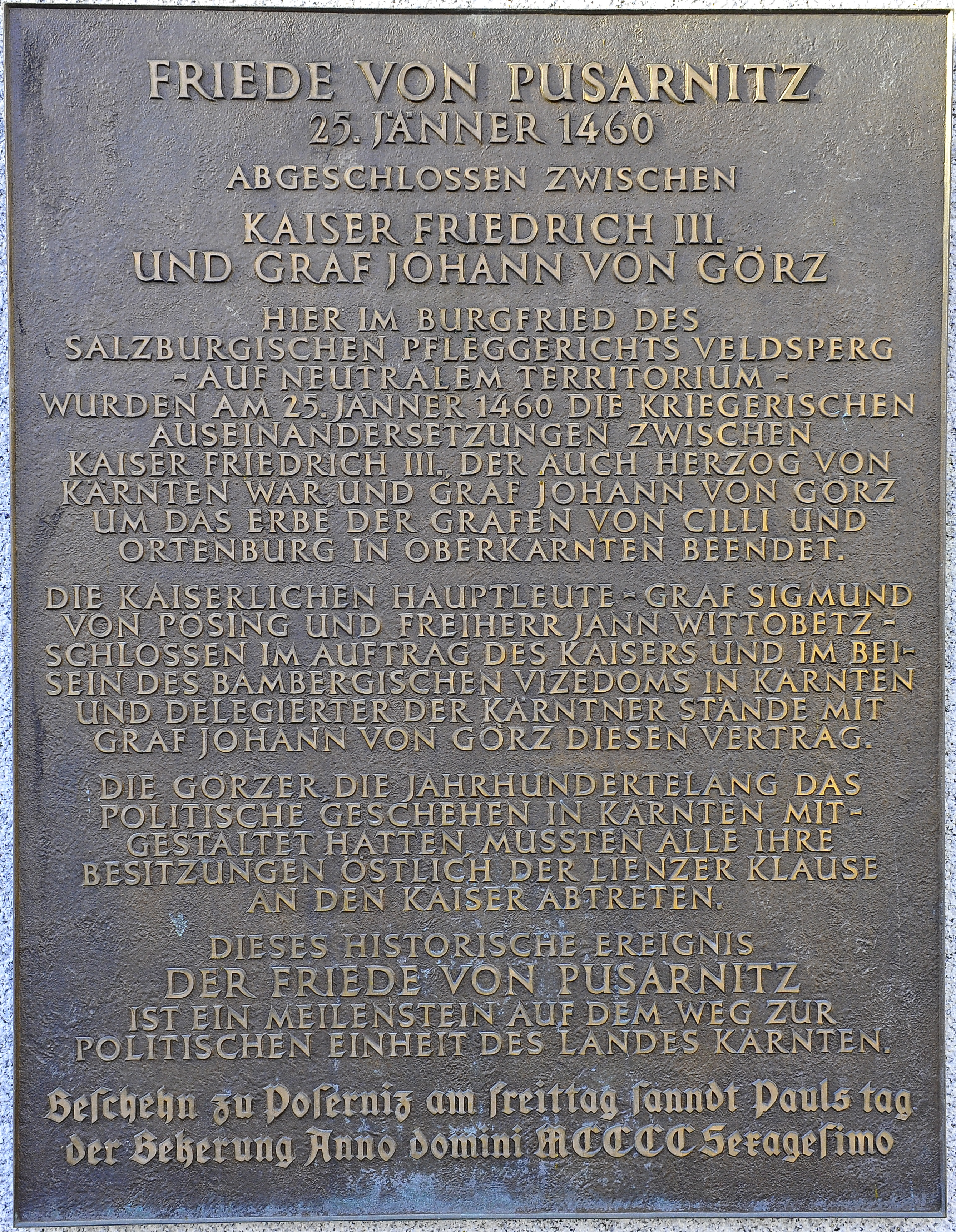
Gedenktafel in Pusarnitz, Marktgemeinde Lurnfeld

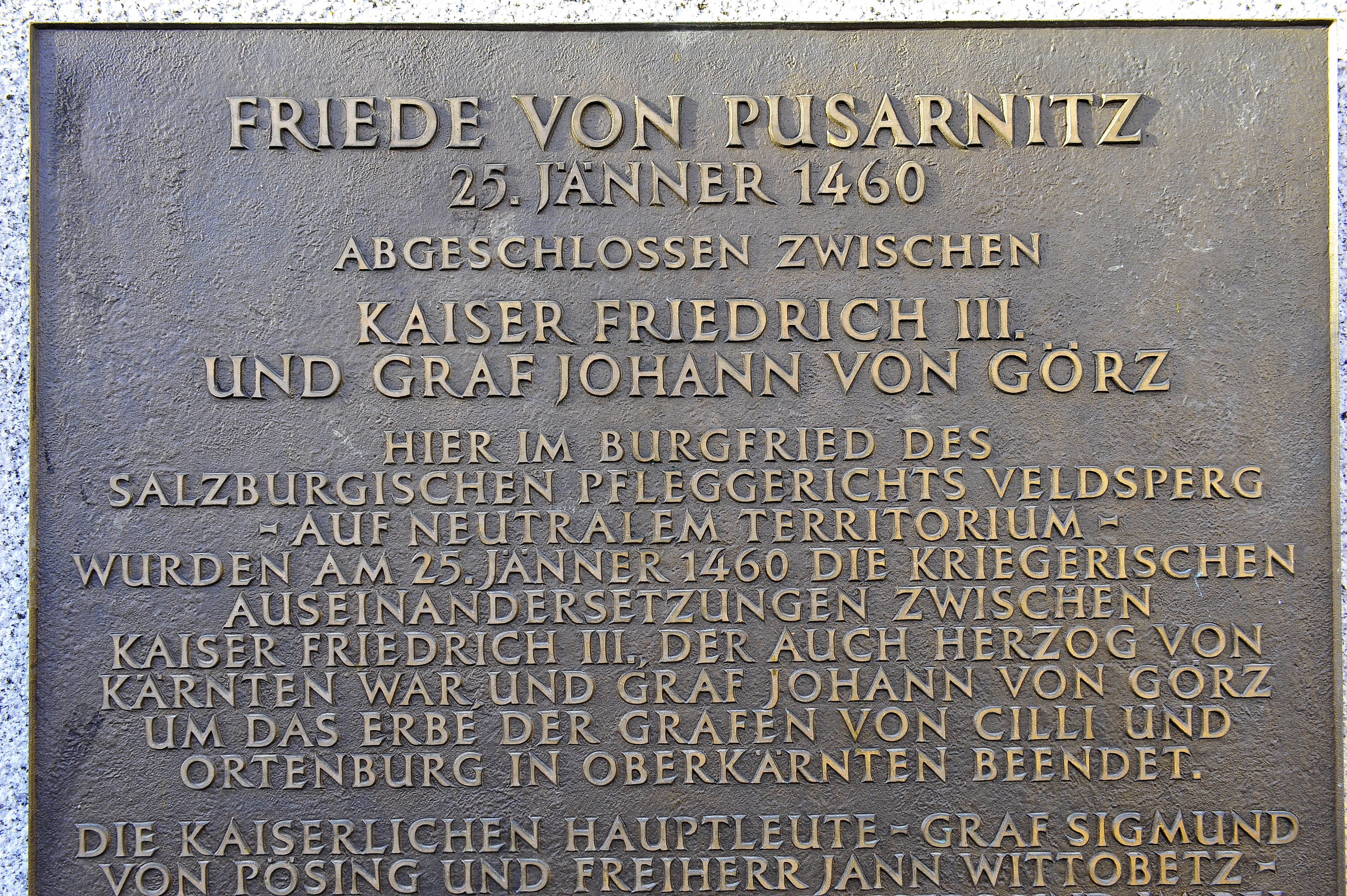
Oberer Teil der Gedenktafel in Pusarnitz, Marktgemeinde Lurnfeld

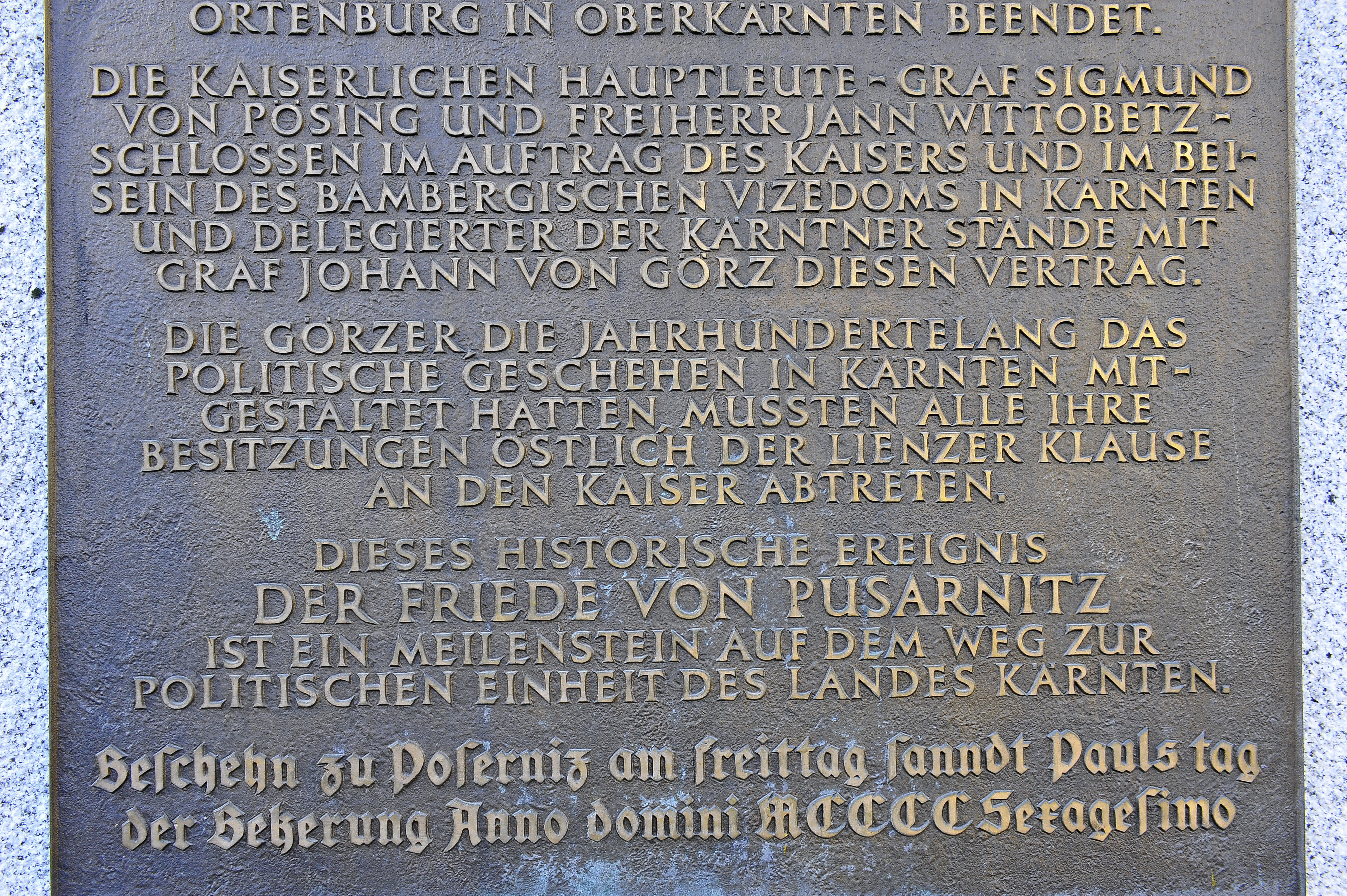
Unterer Teil der Gedenktafel in Pusarnitz, Marktgemeinde Lurnfeld

## Vorgeschichte
1456 war Graf Ulrich II. von Cilli in Belgrad ermordet worden und hinterließ als Letzter seines Geschlechtes an die achtzig Herrschaften in der Steiermark, in Krain, Kärnten, Österreich, Kroatien und Ungarn.
Nun hatte Friedrich III. mit den Cilliern im Jahre 1443 einen Erbvertrag geschlossen, nach dem ihr Besitz im Heiligen Römischen Reich an die Habsburger fallen sollte.
Aber auch Graf Johann II. von Görz berief sich auf einen Erbvertrag mit den Cilliern aus dem Jahre 1377 und wollte sich die Grafschaft Ortenburg sichern, die die Cillier 1420 geerbt hatten.

## Kampf
Graf Johann zog mit seiner Streitmacht von seinem Schloss Bruck bei Lienz nach Oberdrauburg, nahm die beiden Burgen ein und besetzte den Markt Spittal. Dann wollte er die Ortenburg einnehmen, die aber ihr Hauptmann Georg von Kraig so lange halten konnte, bis Rudolf Khevenhüller Hilfe brachte und die von den Görzern belagerte Burg zu befreien half.
Nach dreijährigem Kampf um das Cilli-Ortenburg'sche Erbe sollte Mitte Jänner 1460 das entscheidende Stechen stattfinden: Bei der Belagerung der Burg Sternberg (1329 durch die Ortenburger von den Grafen von Sternberg erworben) kam den Görzern Jan Vitovec, der letzte Feldhauptmann des Grafen Ulrich von Cilli mit seinen gut gerüsteten Mannen entgegen, den der Kaiser für seine Dienste gewonnen hatte. Nach einem halben Tage Ringen musste sich Johann von Görz geschlagen geben.

## Friedensschluss
Auf der Burg Feldsberg bei Pusarnitz, als erzbischöflich salzburgischer Besitz neutraler Boden, wurde Graf Johann ein harter Frieden diktiert: Er musste auf den Erwerb der Grafschaften Ortenburg und Sternberg verzichten und zusätzlich allen seinen Besitz östlich der Lienzer Klause an Friedrich III. abtreten. Damit hatte der Habsburger auch die ehemaligen Herrschaften der Heunburger in Unterkärnten gewonnen.
Im Ergebnis bildete dieser Vertrag den seit Jahrhunderten wichtigsten Fortschritt in der Kärntner Landesbildung.